# 正親町三条実同
正親町三条 実同（おおぎまちさんじょう さねとも）は、江戸時代中期の公卿。最終官位は従二位・参議。正親町三条家24代。
実同の孫である柳原隆光と正親町三条富子は夫婦であり大正天皇の曾祖父母である。また、実同の孫である中山忠能は明治天皇の外祖父である。

## 経歴
寛延3年（1750年）に叙爵。以降累進して、侍従・右近衛権少将・右近衛権中将をへて、明和6年（1769年）に従三位参議となり、公卿に列する。明和8年（1771年）に一度辞したが、安永8年（1779年）には参議に再任。さらに左近衛権中将を兼務し、踏歌節会外弁を務めたが、天明5年（1785年）に薨去。享年38。

## 系譜
- 父：正親町三条公積
- 母：三条西公福の娘
- 妻：不詳（生母不詳）
  - 男子：正親町三条公則
  - 女子：正親町三条綱子（中山忠頼室、中山忠能の母）
  - 女子：正親町三条安子（柳原均光室、柳原隆光の母）